# Comté de Washington (Floride)
Pour les articles homonymes, voir Comté de Washington.
Le comté de Washington (Washington County) est un comté situé dans l'État de Floride, aux États-Unis. Sa population était estimée en 2020 à 25 318 habitants. Son siège est Chipley. Le comté a été fondé en 1825 et doit son nom à George Washington, premier président des États-Unis.

## Comtés adjacents
- Comté de Holmes (nord)
- Comté de Jackson (nord-est)
- Comté de Bay (sud)
- Comté de Walton (ouest)

## Principales villes
- Caryville
- Chipley
- Ebro
- Vernon
- Wausau

## Démographie
| Groupe                           | Comté de Washington | Floride | États-Unis |
| -------------------------------- | ------------------- | ------- | ---------- |
| Blancs                           | 80,4                | 75,0    | 72,4       |
| Afro-Américains                  | 15,0                | 16,0    | 12,6       |
| Métis                            | 2,1                 | 2,5     | 2,9        |
| Amérindiens                      | 1,3                 | 0,4     | 0,9        |
| Autres                           | 0,7                 | 3,7     | 6,4        |
| Asiatiques                       | 0,5                 | 2,4     | 4,8        |
| Total                            | 100                 | 100     | 100        |
|                                  |                     |         |            |
| Hispaniques et Latino-Américains | 2,9                 | 22,5    | 16,7       |

| 1830 | 1840 | 1850  | 1860  | 1870  | 1880  |
| ---- | ---- | ----- | ----- | ----- | ----- |
| 978  | 859  | 1 950 | 2 154 | 2 302 | 4 089 |

| 1890  | 1900   | 1910   | 1920   | 1930   | 1940   |
| ----- | ------ | ------ | ------ | ------ | ------ |
| 6 426 | 10 154 | 16 403 | 11 828 | 12 180 | 12 302 |

| 1950   | 1960   | 1970   | 1980   | 1990   | 2000   |
| ------ | ------ | ------ | ------ | ------ | ------ |
| 11 888 | 11 249 | 11 453 | 14 509 | 16 919 | 20 973 |

| 2010   | - | - | - | - | - |
| ------ | - | - | - | - | - |
| 24 896 | - | - | - | - | - |